# Congresso Sionista Mundial

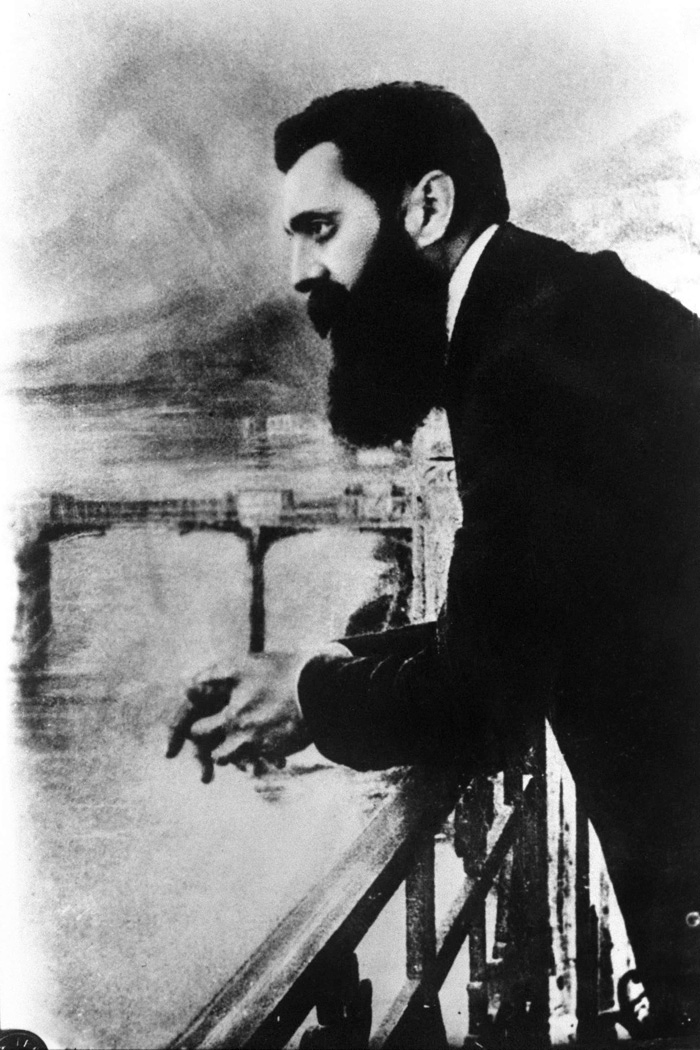
Theodor Herzl observando o Congresso Sionista de Basileia, de 29 a 31 de agosto de 1897.

O Congresso Sionista Mundial (em hebraico:  הקונגרס הציוני העולמי), também conhecido como 'O Parlamento do Povo Judeu', é a mais importante reunião democrática de sionistas  de todo o mundo. Elege os oficiais e decide sobre a política da Organização Sionista Mundial e da Agência Judaica. Todo o sionista com mais de 18 anos de idade e que pertença a uma associação sionista tem direito a voto, e o número de delegados, por razões funcionais, é limitado a 500.
No período de 1897 a 1901, o congresso sionista reuniu-se todos os anos, a partir daí de dois em dois anos nos períodos 1903-1913 e 1921-1939. Até 1946 era bienal, reunindo-se em várias cidades europeias, e foi interrompido por causa das duas guerras mundiais. O seu objetivo foi a escolha de um lar nacional judeu na Patagonia, Uganda, Madagascar, Alasca ou Palestina. Atualmente reúne-se a cada quatro ou cinco anos, em Jerusalém. O 35.º Congresso aconteceu em junho de 2006, e neste o político Zeev Bielski, do partido Kadima, foi eleito líder (chairman) do Congresso, e no 36º Congresso, em 2010, Avraham Duvdevani foi eleito.